# Ахерн, Брайан (продюсер)
Брайан Ахерн (англ. Brian Ahern; род. 1945, Галифакс, Новая Шотландия, Канада) — канадский и американский музыкальный продюсер и гитарист.
Прославился прежде всего сотрудничеством с певицами Энн Мюррей и Эммилу Харрис — под его началом каждая из артисток записала более десятка успешных альбомов. На второй он также был женат семь лет. Помимо этого, продюсировал работы Джонни Кэша, Джорда Джонса, Роя Орбисона, Родни Кроуэлла, Рики Скэггса, Марти Роббинса и других исполнителей.
Известен также своей мобильной студией Enactron Truck на базе 12-метрового полуприцепа. В ней записано более 40 золотых и платиновых лонгплеев самых разных артистов — от Black Sabbath до Барбары Стрейзанд. Лауреат премий «Грэмми», «Джуно», Americana Music Honors & Awards и включён в Канадский зал славы кантри. Член Ордена Канады.

## Биография

### Ранние годы
Брайан Ахерн родился и вырос в приморской провинции Канады — портовом городе Галифакс. Семья Ахерна владела бизнесом по продаже товаров для хобби. Сам он был вторым из пяти детей, а его отец также работал музыкальным руководителем местного католического прихода. Первую гитару Брайану подарили в 12 лет, когда он попал в больницу с тяжёлым приступом астмы. Это был арктоп фирмы S.S. Stewart с f-образным резонаторным отверстием. Ахерн продолжал музицировать в школьные годы, которые пришлись на эпоху фолк-ривайвла. В то время как на танцах в его школе крутили пластинки, Брайан убедил администрацию учреждения закупить оборудование, чтобы школьный ансамбль мог исполнять на них живую музыку. Впоследствии он поступил в Университет Святой Марии, где обучался предпринимательству. Одновременно Ахерн играл в футбольной команде, но по-прежнему регулярно выступал как музыкант.

### В Singalong Jubilee
В студенческие годы Ахерн получил место в аккомпанирующей группе молодёжного телешоу Singalong Jubilee на местном телевидении Галифакса. Являясь поклонником этой передачи, он однажды просматривал очередной выпуск и заметил, что из их ансамбля пропал гитарист. Тогда он поехал на съёмки, предложил свои услуги и по итогам прослушивания был принят на работу. В это время Ахерн также играл в группе The Badd Kedes с автором-песенником Кеном Тобиасом, которого позднее тоже привёл в данное шоу. На протяжении 1960-х годов Singalong Jubilee привлекала топовых музыкантов и певцов — некоторые из них появлялись в альбомах по мотивам передачи и даже выпускали сольные синглы и лонгплеи. Помимо бэнд-лидера Ахерна в программе участвовал Тобиас, сёстры Кэтрин и Патриша Энн Маккиннон, а также несколько гостевых исполнителей в каждом сезоне (состав артистов с годами менялся, особенно вокалисты).
В 1964 году на место в шоу пробовалась Энн Мюррей и аккомпанировал ей на прослушивании Ахерн, но тогда её не взяли. Двумя годами позже певицу всё же приняли и Мюррей быстро стала главной звездой программы. Сам Ахерн на тот момент уже был музыкальным руководителем передачи. Певица среди прочего впечатлила Ахерна, тем, что всегда откликалась на его творческие инициативы. Позднее Ахерн вместе с ней и другими участниками программы записался в альбоме The Singalong Jubilee Cast выпущенном на лейбле Arc Records в Торонто. На волне успеха данной передачи, телекомпания CBC решила переформатировать другое своё шоу под названием Music Hop и транслировать его из каждого крупного города Канады. В этой связи Ахерну пришла в голову идея, чтобы артисты пели в передаче живьём, но поверх предзаписанной музыкальной дорожки. В итоге он прослушивал множество хитов с радио и перезаписывал их заново. Так он начал изучать процесс звукозаписи, пытаясь воспроизвести сам то, что делали продюсеры оригинальных треков. Именно в этот момент он увлёкся продюсированием.
Как музыкальный руководитель телешоу Ахерн прослушивал и отбирал множество хороших музыкантов и в итоге сформировал собственную популярную группу Brian Ahern and the Offbeats (сам он был лидером и носил тёмные очки). Этот же коллектив, но уже во фланелевых брюках, клетчатых пиджаках и под названием Nova Scotians, параллельно выступал и в другом телешоу. В тот период у Ахерна был и третий коллектив, с которым он выпустил альбом на лейбле Verve-Forecast Records в Нью-Йорке, издававшем тогда пластинки Дженис Йен. Хотя Ахерн был уже крайне успешен и востребован, его больше интересовал процесс создания музыки, нежели её исполнения в группах, и поэтому он решил начать карьеру продюсера. В связи с этим он переехал в Торонто, где стал работать с такими артистами как Ронни Хокинс, для которого он спродюсировал сингл № 1 — песню «Home from the Forest» авторства Гордона Лайтфута. В то же время свой хитовый сингл «Canada» под началом Ахерна записала вокальная поп-группа The Sugar Shoppe — в ней среди прочих участников пел актёр Виктор Гарбер.

### С Энн Мюррей
После переезда в Торонто, Ахерн начал убеждать Arc Records в необходимости записать альбом Энн Мюррей, который он собирался продюсировать лично. В конце концов благодаря её популярности на телевидении ему это удалось. Однако, помимо лейбла, ему пришлось уговаривать и саму певицу — в то время она преподавала физкультуру в Университете Нью-Брансвика. Ахерн начал посылать ей множество заказных писем, настойчиво предлагая приехать в Торонто. В конечном счёте Мюррей согласилась и присоединилась к нему для записи дебютного альбома. Заодно она помогла продюсеру выкупить гитары, которые ему ранее пришлось заложить. Результатом их сотрудничества стала пластинка What About Me (1968), выпущенная Arc Records и включавшая наряду с заглавной песней Скотта Маккензи и треками «Both Sides Now» Джони Митчелл и «Some Birds» Кена Тобиаса, также пару песен авторства самого Ахерна.
Между тем пластинка не получила значимого успеха за пределами Приморских провинций и пока Мюррей гастролировала в поддержку релиза, Ахерн лично занялся продвижением её творчества, решив что его подопечной необходимо перейти на крупный лейбл. Вскоре эта деятельность принесла результаты и обеспечила певице контракт с Capitol Records. Первым большим хитом артистки стала песня «Snowbird» — из её второго альбома This Way Is My Way (1969). Композиция заняла вершины всех возможных хит-парадов Канады, а в США попала в Топ-10 Hot Country Songs и Hot 100, одновременно возглавив Hot Adult Contemporary Tracks. Благодаря этому синглу Мюррей стала первой канадской исполнительницей, чья запись получила золотой статус по продажам в США. Всего Ахерн спродюсировал 11 успешных студийных альбомов певицы в период с 1968 по 1974 год. В 2006 году Мюррей в ходе торжественной церемонии посвятила Ахерна в Канадский зал славы кантри.

### С Эммилу Харрис
Впоследствии Ахерн устал от работы в Канаде и перебрался в Лос-Анджелес. Вскоре объектом его внимания стала другая певица. В 1974 году к нему обратилась его землячка — Мэри Мартин. Ранее она была менеджером Леонарда Коэна и свела Боба Дилана с группой The Hawks (будущая The Band), а теперь занималась подбором талантов в США для Warner Bros. Records. Продюсеру Мартин предложила оценить новую певицу по имени Эммилу Харрис, с которой лейбл потенциально мог заключить контракт. Таким образом, она обеспечила ему перелёт в Вашингтон, в пригородах которого жила и выступала начинающая артистка, и Ахерн зафиксировал её концерт в клубе Red Fox Inn в Силвер-Спринг на свой портативный аудио-рекордер. Благодаря качеству этих плёнок и усилиям Мартин, певица получила от лейбла добро на запись дебютного альбома. Сам Ахерн впечатлился как внешностью Харрис, так и её способностями бэнд-лидера, и в итоге стал продюсером и мужем исполнительницы, поселившись с ней в Лос-Анджелесе. Наряду с этим, именно он в том же 1974 году представил ей начинающего техасского автора песен Родни Кроуэлла, которого Харрис в конечном счёте наняла как гитариста и сочинителя, что послужило началом его успешной карьеры.
С Ахерном певица записала все свои студийные альбомы 1970-х и начала 1980-х годов. Часто они позиционируются критиками как её лучшие работы — среди них Pieces of the Sky (1975), Elite Hotel (1975) и Roses in the Snow (1980). Вдобавок он играл на гитаре почти на всех её пластинках того времени, а также делал аранжировки — в том числе для концертника Last Date (1982). Кроме того, продюсер помог артистке собрать её аккомпанирующую группу The Hot Band. Творческий и личный разрыв Харрис и Ахерна произошёл после альбома White Shoes (1983). Тем не менее в новом тысячелетии они возобновили сотрудничество. Так, в 2004 году певица воссоединилась на сцене с оригинальным составом The Hot Band, принимая награду ASCAP Founders Award, и Ахерн, как в былые времена, курировал их репетиции. Позднее он продюсировал её альбом All I Intended to Be (2008) и другие работы. Наряду с этим, как продюсер совместного проекта Харрис и Кроуэлла под названием Old Yellow Moon (2013) Ахерн получил премию «Грэмми» в номинации «Лучший американа-альбом». Его партнёрство с Харрис в конце концов стало одним из наиболее плодотворных в истории музыки кантри. В общей сложности их совместное наследие насчитывает более 20 альбомов и несколько премий «Грэмми».

### Прочие работы
Помимо Энн Мюррей и Эммилу Харрис, продюсер работал с такими артистами как Джонни Кэш, Джордж Джонс, Рики Скэггс, Родни Кроуэлл, Билли Джо Шейвер, Марти Роббинс, Дэвид Бромберг, Рой Орбисон и другими. Кроме того, он сотрудничал с британцами Китом Ричардсом и Марком Нопфлером. В 1991 году Ахерн перебрался в Нэшвилл, куда перевёз и свою мобильную студию Enactron Truck. Работы продюсера с Харрис, равно как с Кэшем, Джонсом и Орбисоном славились отражением мельчайших нюансов пространственного расположения инструментов и вокала. С развитием технологий объёмного звучания, Ахерн в начале 2000-х годов продолжил двигаться этом направлении. В своём нэшвиллском доме он создал специальную 13-метровую комнату, где поместил необходимое оборудование. Результатом среди прочего стали завоевавшие широкое признание критиков проекты в формате 5.1 для Кэша и Харрис (альбомы Silver и Producer’s Cut соответственно). В кантри-индустрии Ахерн получил репутацию высококлассного продюсера, который в работе ставит материал превыше остальных факторов.

## Enactron Truck
Брайан Ахерн известен своей мобильной студией Enactron Truck, построенной на базе 12-метрового полуприцепа. Её созданием он занялся ещё в Торонто в начале 1970-х годов. Продюсер решил, что из простого средства для перевозки оборудования трейлер можно превратить в готовую студию по принципу контрольной комнаты на колёсах. Подобная задумка облегчала Ахерну взаимодействие с известными музыкантами, некоторые из которых в обычных условиях привередничали или играли без особого энтузиазма. Однако когда он с Enactron Truck сам приезжал в привычное и удобное для них место, отношение кардинально менялось и это хорошо отражалось на результате. Данный подход также давал полную свободу клиентам Ахерна записываться где и когда они захотят и открывал ему новые коммерческие перспективы. Например, Энн Мюррей становилась всё более популярной в США и ей часто приходилось работать именно там, но теперь Ахерн мог при необходимости без труда перевезти студию в штаты. Сам он тоже не любил засиживаться на месте и периодически менял места дислокации.
Продюсер сначала построил макет будущей студии из фанеры и картона на крыше своего гаража в Роуздейле, а затем отправился за трейлером в Нью-Йорк. На местном кладбище полуприцепов он нашёл подходящий под его нужды экземпляр, выкупил его за $2500 и переправил в Торонто. Изнутри он отделал его тонким слоем свинца, чтобы минимизировать внешние электромагнитные помехи. Студию в итоге можно было использовать на любой концертной площадке для записи выступлений либо превратить нужный дом или склад в помещение для звукозаписи, лишь протянув оттуда микрофонные кабели в полуприцеп. Например, в ходе сессий для пластинок Эммилу Харрис, продюсер размещал Enactron Truck во дворе старого особняка в Беверли-Хиллз. Трейлер выполнял функции контрольной комнаты и кабины для записи соло, в то время как остальные студийные музыканты располагались в гостиной особняка возле камина. При этом дом сообщался с трейлером посредством системы видеонаблюдения. Зона с плавательным бассейном во дворе особняка использовалась Ахерном в качестве эхо-камеры.
Первыми, кто записался в Enactron Truck, стали канадские клиенты Ахерна — Энн Мюррей, Симфонический оркестр Торонто и автор-песенник Джесси Винчестер. Всего же в данной студии создано более 40 золотых и платиновых альбомов таких артистов как Боб Дилан, Бетт Мидлер, Барбара Стрейзанд, Black Sabbath, Рой Орбисон, Вилли Нельсон и других. В числе этих работ, например, альбом Stardust (Нельсон), фильм-концерт «Последний вальс», саундтреки A Star Is Born (Стрейзанд и Крис Кристофферсон) и The Rose (Мидлер). В начале 1980-х годов в пару к Enactron Truck продюсер создал ещё одну студию, на этот раз стационарную — Magnolia Sound в Лос-Анджелесе. Сегодня трейлер находится в Нэшвилле — в постоянной экспозиции Зала славы музыкантов. В 2017 году Харрис, The Whites, Рики Скэггс и оригинальные участники The Hot Band сыграли концерт с целью собра средств на реставрацию Enactron Truck.

## Награды
Премия «Джуно»
Награда Канадской академии искусства и науки звукозаписи. Ахерн имеет четыре победы, а в общей сложности номинирован пять раз (все награды и номинации получены за продюсирование).
| Год  | Категория               | Работа                                   | Итог      | Прим.  |
| ---- | ----------------------- | ---------------------------------------- | --------- | ------ |
| 1971 | Best Produced MOR Album | Honey, Wheat & Laughter (Энн Мюррей)     | Победа    | [ 32 ] |
| 1971 | Best Produced Single    | «Snowbird» (Энн Мюррей)                  | Победа    | [ 32 ] |
| 1972 | Best Produced MOR Album | Talk It Over In The Morning (Энн Мюррей) | Победа    | [ 32 ] |
| 1973 | Best Produced MOR Album | Annie (Энн Мюррей)                       | Победа    | [ 32 ] |
| 1975 | Producer of the Year    | —                                        | Номинация | [ 31 ] |

Премия «Грэмми»
Награда Национальной академии искусства и науки звукозаписи. Ахерн номинирован однократно и победил (награда получена за продюсирование).
| Год  | Категория                 | Работа                                          | Итог   | Прим.  |
| ---- | ------------------------- | ----------------------------------------------- | ------ | ------ |
| 2013 | «Лучший американа-альбом» | Old Yellow Moon (Эммилу Харрис и Родни Кроуэлл) | Победа | [ 33 ] |

Americana Music Honors & Awards
Награда Americana Music Association. Ахерн номинирован однократно и победил.
| Год  | Категория                                      | Итог   | Прим.  |
| ---- | ---------------------------------------------- | ------ | ------ |
| 2008 | Lifetime Achievement Award (Producer/Engineer) | Победа | [ 35 ] |

TEC Awards
Награды журнала Mix. Ахерн имеет одну номинацию.
| Год  | Категория               | Работа                                          | Итог      | Прим.  |
| ---- | ----------------------- | ----------------------------------------------- | --------- | ------ |
| 2014 | Record Production/Album | Old Yellow Moon (Эммилу Харрис и Родни Кроуэлл) | Номинация | [ 36 ] |

Иные почести
Посвящения в залы славы, почётные звания, ордена и медали.
| Год  | Название                                           | Категория    | Итог      | Прим.  |
| ---- | -------------------------------------------------- | ------------ | --------- | ------ |
| 2006 | Канадский зал славы кантри                         | Строители    | Посвящён  | [ 37 ] |
| 2012 | Медаль Бриллиантового юбилея королевы Елизаветы II | —            | Награждён | [ 38 ] |
| 2019 | Орден Канады                                       | Члены ордена | Награждён | [ 39 ] |

## Личная жизнь
Первой женой Ахерна была канадская певица Патриша Энн Маккиннон. Как и сам продюсер, она начала карьеру с выступлений в телешоу Singalong Jubilee, а также участвовала в других музыкальных передачах (среди них Juliette, Show of the Week и A Go Go '66). Вокалистка более 28 лет своей жизни страдала Лимфомой Ходжкина, из-за чего была вынуждена периодически приостанавливать творческую деятельность. От этой же болезни она умерла в 2001 году в возрасте 53 лет. В браке Маккиннон и Ахерна появилась дочь — Шэннон Ахерн (род. 1967).
В январе 1977 года продюсер женился на американской певице Эммилу Харрис (свадьба состоялась в доме Ахерна, в его родном городе Галифакс). У продюсера и артистки есть общая дочь — Меган Ахерн (род. 1979). Также вместе с Харрис и Ахерном жили дети от их первых браков — Холли и Шэннон соответственно. Продюсер и исполнительница развелись в 1984 году.
В числе других родственников у Ахерна имеется сестра — Нэнси Ахерн. Как вокалистка и аранжировщица она участвовала в создании рождественского альбома Харрис Light of the Stable (1979), а в вышедшем в 2002 году переиздании пластинки Roses in the Snow (1980) той же певицы появился сочинённый Нэнси Ахерн бонус-трек — «Root Like a Rose».